# Perifere Strategie
De Perifere Strategie is een Duitse strategie uit de Tweede Wereldoorlog, die bedoeld was om het Verenigd Koninkrijk aan te tasten door het zijn imperium af te nemen. Admiraal Erich Raeder pleitte voor deze strategie, en Adolf Hitler heeft hem dan ook korte tijd overwogen.

## Achtergrond
In september 1940 was de Slag om Engeland uitgelopen op een Duitse nederlaag. Bovendien beschikten de Duitsers over onvoldoende landingsvaartuigen. Een vredesaanbod van Hitler was al eerder door de Britten verworpen, en er dreigde een patstelling te ontstaan. Ook raakten de verhoudingen met de Verenigde Staten meer en meer verstoord: het officieel neutrale land gaf de Britten steeds meer verkapte steun met o.a. de Lend-Lease Act. De kans op een Amerikaanse interventie was geenszins denkbeeldig. Een frontale aanval op Groot-Brittannië zou waanzin zijn zolang de Britten de zee en lucht beheersten. Een invasie zou dan zelfmoord zijn en Hitler zag dit in. Daardoor ontstond het door Raeder voorgedragen plan om Engeland te verzwakken door het zijn imperium af te nemen.

## Het plan
- De strategie zou beginnen met Operatie Felix[1][2] en Operatie Isabella. Dit zou een inname van Gibraltar behelzen met Spaanse steun. Hierdoor zouden de Britten geen directe toegang meer hebben tot de Middellandse Zee en zou hun "lifeline" met India in gevaar komen;
- De inname van Malta met Italiaanse steun;
- Een veldtocht vanuit Italiaans Libië tegen Egypte, en een inname van Cyprus;
- Een Duitse penetratie in het Midden-Oosten. Veel Arabieren stonden sympathiek tegenover de Asmogendheden (in Irak kwam het zelfs tot een anti-Britse staatsgreep). Mandaatgebieden die door de Britten of Vrije Fransen bezet waren zouden militair veroverd moeten worden, onafhankelijke landen als Iran, Turkije en Saoedi-Arabië zouden met beloften en dreigementen worden overgehaald naar het kamp van nazi-Duitsland;
- Wellicht zou men in de verre toekomst in samenwerking met Japan Brits-Indië kunnen aanvallen.

Dit plan bood verschillende voordelen. De Britse macht zou hierdoor in naar verhouding minder riskante operaties stukje bij beetje afkalven, Duitsland zou zijn invloedssfeer kunnen uitbreiden, Turkije zou wellicht de zijde van de Asmogendheden kiezen, en Stalin zou zijn eisen matigen aangezien hij meer en meer omsingeld zou raken.

## Implicatie
Tot een daadwerkelijke uitvoering is het nooit gekomen. Voor Operatie Felix-Isabella was immers de medewerking van Spanje nodig. Spanje eiste voor oorlogsdeelname een beloning, te weten Frans-Marokko en Gibraltar. Hitler wilde hier niet aan beginnen, omdat Vichy-Frankrijk in Noord-Afrika een veel te belangrijke bondgenoot was. Besprekingen met zowel Franco als Philippe Pétain liepen op niets uit. Daarnaast heeft Hitler nooit echt achter het plan gestaan. Hij wilde sowieso de Sovjet-Unie binnenvallen, allereerst om deze ideologisch bepaalde aartsrivaal te vernietigen, en omdat Japan dan sterker zou staan in het Verre Oosten, waardoor de Verenigde Staten zozeer gebonden zouden zijn aan het oorlogsfront in de Stille Oceaan dat ze niet meer in het voordeel van Engeland konden interveniëren. Bovendien was de verovering van Lebensraum in Rusland voor het Duitse volk een belangrijk onderdeel van de 'nazi-Weltanschauung', die hooguit tijdelijk opzij was gezet. Reeds in de herfst van 1940 waren al stiekem troepen van Frankrijk naar Polen verplaatst ter voorbereiding van een aanval op de Sovjet-Unie. De Perifere Strategie werd in de ijskast gezet en nooit uitgevoerd.